# Trajano Santana
Trajano Santana nació en Santa Cruz de Barahona, Barahona, municipio Paraíso, el 26 de julio. Es un abogado y político dominicano, egresado de la Universidad Autónoma de Santo Domingo. Entre sus estudios de posgrado figuran; Procedimientos y Vías de Ejecución de la Universidad Autónoma de Santo Domingo (UASD), de igual manera diplomado en comercio Internacional del Instituto Tecnológico de Santo Domingo (INTEC-CEIRD). Es Presidente y líder del Partido Revolucionario Independiente (PRI) y fue candidato a las elecciones presidenciales dominicanas de 2008 por dicho partido.

## Orígenes
Nació en Paraíso, una población de Santa Cruz de Barahona, siendo el menor de una familia de catorce hermanos. A los doce años de edad se inició en la actividad política a través del Frente Estudiantil Nacionalista (FREN), rama estudiantil del Partido Revolucionario Dominicano (PRD). Fue activista, militante y dirigente de diferentes Organizaciones Sindicales, cooperativas, clubes culturales y deportivos, llegando a participar de la directiva de la Asociación de Clubes del Distrito Nacional (ASOCLUDISNA). Está casado con la señora Soraya Esthela Leruox madre de su hija Samantha Delfina Santana de 12 años. Es abogado de formación con maestría en ciencias políticas, especializado en servicios exterior, diplomado en comercio y estructuras internacional. Además realizó curso intensivo de formación diplomática en la Pontifica Universidad Católica Madre y Maestra (PUCMM), y en la Universidad APEC. Ha escrito docenas de artículos de opinión sobre temas políticos, económicos y sociales en múltiples medios de comunicación.
Trajano Santana cuenta con varios libros inéditos de su autoría pendientes de publicación, entre los que figuran:"El Pensamiento Político, Social y económico del Presidente Jacobo Majluta", "discursos y temas de campañas","propuestas y compromisos", "Alas veras del Poder".

## Inicios de vida política
Desde el año 1975 hasta el 1984 militó en el Frente Nacional de Estudiantes Secundarios (FENES) y posteriormente, a raíz de su ingreso a la Facultad de Derecho de la UASD, se inscribió en el Frente Universitario Socialista Democrático (FUSD). En 1990 abandona el PRD y acompaña al expresidente de la República, Jacobo Majluta, en la fundación del PRI, nacido de la crisis interna de liderazgo entre José Francisco Peña Gómez y el propio Majluta. 
En el PRI ocupa los puestos de presidente del Comité del Distrito Nacional, delegado ante la Junta Central Electoral (JCE), subsecretarial, secretario general y finalmente pasa a ocupar la presidencia de esa organización política en 2003, tras el fallecimiento de Majluta. Desde entonces Santana ha representado al PRI en diversos eventos nacionales e internacionales.

## Experiencia de Estado
- Administrador general del Instituto Nacional de Auxilios y Viviendas (INAVI.)
- Director general de Aprovisionamiento del Gobierno
- Asesor legal de la Cámara de Diputados de la República Dominicana.
- Director general de la Oficina Nacional de Derecho de Autor